# Ⱉ
Cette page contient des caractères spéciaux ou non latins. S’ils s’affichent mal (▯, ?, etc.), consultez la page d’aide Unicode.
Ot (От en cyrillique ; capitale Ⱉ, minuscule ⱉ) est la 25e lettre de l'alphabet glagolitique.

## Linguistique
La lettre sert à noter le phonème /o/.

## Historique
La lettre provient de la ligature de la lettre Ⱁ avec sa propre image retournée.

## Représentation informatique
- Unicode :
  - Capitale Ⱉ : U+2C19
  - Minuscule ⱉ : U+2C49